# Karl Jakob Heinrich Brenner

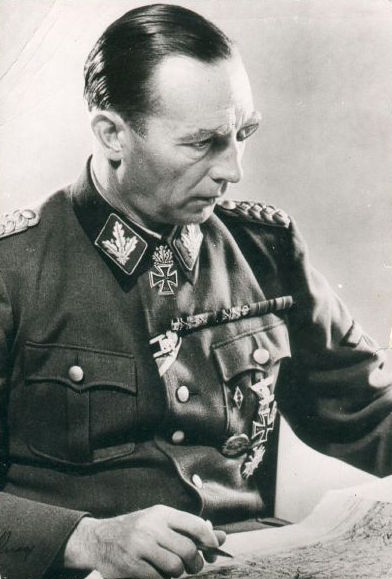
Karl-Heinrich Brenner, SS-Gruppenführer und Generalleutnant der Polizei and Waffen-SS

Karl Jakob Heinrich Brenner (* 19. Mai 1895 in Mannheim; † 14. Februar 1954 in Karlsruhe) war ein deutscher Offizier, zuletzt SS-Gruppenführer und Generalleutnant der Polizei im Zweiten Weltkrieg.
Brenner wurde in der letzten regulär erschienenen SS-Dienstaltersliste vom 9. November 1944 als Generalleutnant der Polizei (Gen. Lt. d. P.) und als Kommandeur der 6. SS-Gebirgs-Division „Nord“ geführt. Damit war er der einzige SS-Führer im Generalsrang, der nicht den Titel „SS-Gruppenführer und Generalleutnant der Waffen-SS und der Polizei“ führte, obgleich er in der Vorschlagsliste Himmlers für die Verleihung des Ritterkreuzes sowie nach dessen Verleihung am 31. Dezember 1944 sowohl in der großen als auch in der kleinen Ritterkreuzkarteikarte unter dieser Rangbezeichnung geführt wurde. Die 1944 erschienene Dienstaltersliste der Waffen-SS (Stand 1. Juli 1944) führte Brenner nicht als Angehörigen der Waffen-SS, sodass angenommen werden muss, dass er das Kommando über die 6. SS-Gebirgsdivision erst nach deren Herausgabe übernommen haben muss.
Brenner war und ist in der Nachkriegsliteratur auch unter dem Namen Karl-Heinrich Brenner bekannt.

## Leben

### Privates
Am 11. April 1935 ehelichte Brenner seine bisherige Verlobte Ursula Moningner und aus dieser Ehe gingen drei Kinder, ein Sohn und zwei Töchter hervor. Die Ehe wurde am 26. November 1941 geschieden; Brenners Ex-Frau heiratete 1942 mit Sepp Dietrich einen engen Freund ihres damaligen Mannes.
Brenner selbst ehelichte am 19. Januar 1943 Ursula Spielhagen, geborene Bueb; aus dieser Ehe ging eine Tochter hervor.

### Jugend und Erster Weltkrieg
Brenner war der Sohn des Kaufmanns Georg Jakob Brenner und dessen Ehefrau Anna Elisabeth, geborene Leucht.
Nach seinem Schulbesuch einschließlich seines Abiturs begann Brenner ein Studium an der Technischen Hochschule. Nach Ausbruch des Ersten Weltkriegs meldete er sich am 3. August 1914 als Freiwilliger beim 2. Badischen Feldartillerie-Regiments Nr. 30, das in Rastatt stationiert war. Vom 17. Oktober 1914 bis zum November 1918 nahm Brenner als Angehöriger des Feldartillerie-Regiments „von Scharnhorst“ (1. Hannoversches) Nr. 10 an den Kämpfen an der Ost- wie an der Westfront teil. Ab 1917 war er Zug- und Batterieführer sowie Regimentsadjutant.

### In der Weimarer Republik
Nach Kriegsende kehrte Brenner in die Heimat zurück. Nach viermaliger Front-Verwundung sowie dem Verlust seines linken Auges galt er als zu 30 % kriegsbeschädigt. Dennoch war er vom 5. Januar 1919 bis zum 1. April 1920 Angehöriger eines Freikorps, dem „Badischen Freiwilligen-Bataillon Ost“ und zählte damit zu den Angehörigen der sogenannten „schwarzen Reichswehr“.
Am 1. September 1919 wurde Brenner in die vorläufige Reichswehr der nunmehrigen Weimarer Republik übernommen, nachdem sein Freikorps in dieses übernommen und integriert wurde. Dort diente er zum einen im Infanterie-Regiment 17 als auch in der Infanterie-Begleit-Brigade 61. Im März 1920 war Brenner aktiver Teilnehmer des sogenannten Kapp-Putschs.
Am 1. April 1920 verließ Brenner die Reichswehr und trat in den badischen Polizeidienst ein, wo er zuerst der Sicherheitspolizei (SiPO) zugeteilt und in dieser als Zug- und Hundertschaftsführer eingesetzt wurde. In der badischen Polizei war Brenner auch mehrere Jahre als Sportoffizier tätig und nahm selbst an verschiedenen Wettkämpfen teil. So wurde er u. a. auch mehrfacher Landesmeister im 10.000-Meter-Lauf sowie mehrfacher Polizeimeister im Skilauf.

### Im Nationalsozialismus
Brenner kam 1926, noch vor der Machtergreifung Hitlers, mit dem Nationalsozialismus in Kontakt. So trat er diesem Jahr der badischen Hitlerjugend bei, wo er als HJ-Kameradschaftsführer eingesetzt wurde. Der HJ gehörte Brenner aktiv bis zum 31. März 1935 an und bereits am 16. August 1933 erfolgte seine Ernennung zum HJ-Bannführer im NSDAP-Gau Baden.
Brenner trat zuvor zum 1. Mai 1933 in die NSDAP ein (Mitgliedsnummer 3.460.685). Im Zuge seiner Offiziersausbildung nahm er Anfang 1935 in Berlin an einem Lehrgang an der Landespolizei-Führerschule teil, nach dessen Abschluss Brenner bereits im Februar gleichen Jahres in Berlin als Leiter der Zentralabteilung im Reichsstab der preußischen Landespolizei eingesetzt wurde und damit bis zum September des Folgejahres der Adjutant Dalueges´ war. Dieser ermutigte Brenner, der SS beizutreten.
Zwischen 1935 und 1939 durchlief Brenner mehrere Positionen innerhalb der Polizei. Unter anderem nahm er im September 1935 in Ulm an einer Reserveübung des Artillerie-Regiments 41 teil. Am 11. November 1935 wurde Brenner mit RDA vom 9. November zum Polizei-Major befördert und im Oktober des Folgejahres wechselte er von der Sicherheitspolizei zur Schutzpolizei (SchuPo) über, wo ihm der Charakter eines Oberstleutnants der SchuPo verliehen wurde. Die Regelbeförderung zu diesem Dienstgrad wurde am 20. April 1937 durchgeführt, als Brenner offiziell zum Oberstleutnant der SchuPo mit Wirkung vom 1. April und der RDA vom 20. April 1937 befördert wurde.
Am 13. April 1938 reichte Brenner seinen „Aufnahme- und Verpflichtungsschein zum Eintritt in die Schutzstaffeln der NSDAP“ ein und wurde taggleich als SS-Anwärter in diese aufgenommen (SS-Nummer 307.786). Einer rassischen Musterung musste er sich nicht unterziehen, da sich Brenner als ehemaliger Frontsoldat und als aktiver Polizeiführer bewährt hatte, wie Himmler-Anweisungen jener Zeit belegen, die eine Übernahme von aktiven Polizeikräften in die SS regelten. Im Zuge einer Direktbeförderung nahm Reichsführer SS Himmler wenig später Brenner mit Wirkung vom 1. Juli 1938 als SS-Obersturmbannführer in die Schutzstaffel auf. Brenners benötigte Leumund-Zeugen waren Kurt Daluege und Sepp Dietrich, mit denen er sich auch privat anfreunden sollte. Bis 1942 wurde Brenner innerhalb der SS offiziell als „SS-Führer beim Stab des SS-Hauptamt“ geführt.
Zwischen dem 12. und 22. März 1938 war Brenner Teil einer berittenen Schutzpolizei-Gruppe in Österreich.
Am 20. April 1939 wurde von Himmler in dessen Funktion als „Chef der Deutschen Polizei im Reichsinnenministerium“ mit Wirkung vom 1. April und RAD vom 20. April zum Oberst der Schutzpolizei befördert. Am 4. Mai gleichen Jahres wurde er vom selbigen mittels Dienstgradangleichung zum SS-Standartenführer mit Wirkung vom 20. April befördert, die er im Rahmen seiner Zugehörigkeit als „zugeteilter SS-Führer im SS-HA“ erhielt. 
Zwischen Januar und August 1939 wurde Brenner als „Gruppenleiter Sport im Kommandoamt des Hauptamtes Ordnungspolizei“ eingesetzt und noch im gleichen Jahr trat er dem SS-Verein „Lebensborn“ bei. 
Brenner hatte seinen letzten regulären Polizeidienstposten vor dem Zweiten Weltkrieg als Kommandeur an der Polizeisportschule Berlin-Spandau inne, der er zwischen 1. August 1939 und Februar 1940 offiziell angehörte.

### Zweiter Weltkrieg

#### 1939–1942
Am 1. September 1939 war Brenner aktiv beim Überfall auf Polen involviert, als im in dessen Rahmen als Kommandeur des 3. Polizei-Regiments eingesetzt wurde. Dieses wurde nach dem deutschen Sieg in Warschau stationiert, wo es am 19. Oktober offiziell in Polizei-Regiment „Warschau“ umbenannt wurde. Spätestens ab dieser Zeit begann Brenners Aufstieg in der SS und dessen aktive Einbindung in die nationalsozialistische Unterdrückungspolitik: Dieser wurde nun im Warschauer Gebiet Kommandeur der Ordnungspolizei; diese Position sollte er bis März 1940 innehaben. Zeitgleich war Brenner auch Stabschef beim Befehlshaber der Ordnungspolizei in Krakau, von wo aus auch das sogenannte Generalgouvernement gesteuert wurde.
Im März 1940 erfolgte die kurzfristige Rückberufung Brenners ins Hauptamt Ordnungspolizei, wo er dann am 9. März zum Artillerie-Regiment der SS-Division Totenkopf abgeordnet und dort bis zum 12. März 1942 als deren (kommissarischer) Kommandeur eingesetzt wurde. Am 27. April 1940 erlosch Brenners Abordnung zu den SS-Totenkopfverbänden und dieser kehrte zum Hauptamt Ordnungspolizei zurück.
Im Mai 1940 übernahm Brenner das Kommando über das SS-Polizei-Artillerie-Regiment der SS-Polizei-Division, wo er im Oktober 1941 bei Leningrad durch eine Minenexplosion schwer am rechten Oberschenkel verwundet und zur Rehabilitation ins SS- und Polizeilazarett Berlin-Lichterfelde eingewiesen wurde. Dort verblieb er bis zum 28. Oktober und war von diesem vorerst als „g. v. H“ (garnistionsverwendungsfähig Heimat), also als „frontunfähig“ eingestuft worden. Eine spätere Zuordnung als „kv-SS“ (kriegsverwendungsfähig SS) oder „kv-Heer“ (kriegsverwendungsfähig Heer) wurde vom weiteren Genesungsverlauf abhängig gemacht.
Am 9. November 1941 wurde Brenner aus der SS-Polizei-Division entlassen, nachdem dieser dort seine Beförderung zum SS-Oberführer und den Charakter eines Generalmajors der Polizei erhalten hatte. 
Am 1. Dezember 1940 wurde Brenner militärisch im Rahme der Waffen-SS mit Wirkung vom 1. November reaktiviert, als dieser nun Befehlshaber der Waffen-SS „Nordwest“ in Den Haag und zeitgleich Kommandeur der Ersatz-Einheiten der SS-Polizei-Division wurde.
Die SS-Dienstaltersliste von 1942 (Stand 30. Januar, SS-Standartenführer – SS-Obergruppenführer) weist Brenner die Beförderung zum SS-Brigadeführer und die Dienststellung des Inspektors der Ordnungspolizei Salzburg zu. Daneben war dieser auch Generalmajor der Polizei.
Seine Funktion als „Inspektor der Ordnungspolizei beim Höheren SS- und Polizeiführer Alpenland“ (Wehrkreis XVIII) in Salzburg endete wohl zum 17. März 1942. Nun wurde Brenner bis zum 20. November 1942 beim „BdO Alpenland“ im sogenannten „Bandenkampf“ eingesetzt. Fast zeitgleich, vom 1. Juli bis zum 7. Oktober 1942, wurde dieser zudem zum Aufstellungsstab des neu aufzustellenden „SS-Generalkommando“ abkommandiert, welches am 14. September in „Generalkomanndo SS-Panzerkorps“ umbenannt wurde. In dieser Stelle hatte er bis zum 1. Februar 1943 auch die Kommandantur über die Artillerie inne.
November–Dezember 1942 gehörte Brenner auch der „Kampftruppe Hafen Toulon“ an, die für die geplante Übernahme des Militärhafens Toulon gebildet, welche jedoch durch die Selbstversenkung der Vichy-Flotte am 27. November obsolet wurde. 

#### 1943–1945
Brenner kehrte am 1. Februar 1943 ins Hauptamt Ordnungspolizei zurück, wurde dort am 7. März erneut Befehlshaber der Ordnungspolizei beim Höheren SS- und Polizeiführer „Alpenland“, wo er vermutlich wieder auch aktiv beim damaligen „Bandenkampf“ in Kärnten und der Obersteiermark verwendet worden sein dürfte. 
Brenner wurde auch im Krieg gegen die Sowjetunion mehrfach eingebunden. So auch seit dem 15. Dezember 1943, als er Befehlshaber der Ordnungspolizei im Reichskommissariat Ukraine und seit dem 10. Februar 1944 stellvertretender Kommandeur der „Kampftruppe Prützmann“ wurde.
Am 27. März 1944 stellte Brunner zudem mit der „Polizei-Kampfgruppe Brenner“ eine nach ihm benannte Truppe zur „Verbrechens- und Bandenbekämpfung“ auf. Doch wurde diese bereits am 29. März wieder aufgelöst und am 17. April als „Gruppe Brenner“ reaktiviert. Nun unterstand Brenner mit seiner Formation dem XIII. Armeekorps der 4. Panzerarmee der Heeresgruppe Nord der Wehrmacht.
Am 15. März 1944 wurde Brenner in einer Direktbeförderung zum SS-Gruppenführer und wurde als Kommandeur der 6. SS-Gebirgs-Division „Nord“ eingesetzt. Zeitgleich erhielt er in der Ordnungspolizei eine Dienstgradangleichung, indem er dort zum Generalleutnant der Polizei (Gen. Lt. d. Pol.) befördert wurde.
Vom 6. Juni bis zum 23. Juli 1944 war Brenner als „militärischer Führer“ maßgeblich Verantwortlicher der sogenannten „Bandenkampfaktionen“ des Höheren SS- und Polizeiführer „Russland-Mitte“ und „Weißruthenien“, Curt von Gottberg. Dieser setzte ihn bereits am 2. Juli als „Führer der Gruppe Gottberg“ ein und fast zeitgleich wurde Brenner im Juli 1944 Stellvertreter des Chefs der Bandenkampfverbände. 
Schließlich kehrte Brenner nach diversen „Bandenkampf-Einsätzen“ am 1. September 1944 zur 6. SS-Gebirgs-Division „Nord“ zurück, wo er bis zum 10. März 1945 deren Kommandeur blieb. Bereits am 2. April wurde er in diese Division zurückberufen, um dort nun die Funktion eines Interims-Kommandeurs auszufüllen, da sein Nachfolger, SS-Standartenführer Franz Schreiber, die SS-Division nicht mehr erreichte. Noch am 2. April ergab sich die 6. SS-Gebirgs-Division „Nord“ unter der Führung Brenners der US-Army und Brenner selbst kam in amerikanische Kriegsgefangenschaft.

### Nachkriegszeit und Tod
Nach Entlassung aus der Kriegsgefangenschaft lebte Brenner mit seiner Familie in Karlsruhe, wo er sich in den 1950er-Jahren politisch betätigen begann. So war er 1953 im Bundestagswahlkreis Karlsruhe-Stadt der Bundestagskandidat des Wahlbündnisses „Dachverband der Nationalen Sammlung“. Diese Sammlungspartei war ein früher Vorläufer und Wegbereiter der späteren NPD.
Am 14. Februar 1954 verstarb Brenner aufgrund eines Herzversagens.

## Auszeichnungen
- Eisernes Kreuz (1914) II. und I. Klasse
- Silberne Karl Friedrich-Militär-Verdienstmedaille
- Oldenburgisches Ehrenkreuz II. und I. Klasse
- Ritter II. Klasse des Ordens vom Zähringer Löwen mit Schwertern
- Preußische Militärverdienstmedaille II. Klasse am Kämpferband
- Verwundetenabzeichen (1918) in Silber
- Ehrenkreuz für Frontkämpfer
- Goldenes Ehrenzeichen der HJ (Nr. 12.410)
- Olympia-Ehrenzeichen 2. Klasse
- Deutsches Reiterabzeichen in Silber
- Deutsches Reichssportabzeichen in Gold
- Abzeichen der DLRG
- SS-Zivilabzeichen (Nr. 164.277)
- Ehrenwinkel der Alten Kämpfer
- SS-Totenkopfring
- Julleuchter der SS
- SS-Dienstauszeichnung
- Polizeidienstauszeichnung 2. Stufe
- Ehrendegen des Reichsführers SS
- Medaille zur Erinnerung an den 13. März 1938
- Medaille zur Erinnerung an den 1. Oktober 1938
- Kriegsverdienstkreuz II. und I. Klasse mit Schwertern
- Spange zum Eisernen Kreuz II. und I. Klasse
- Verwundetenabzeichen (1939) in Gold
- Infanterie-Sturmabzeichen in Silber
- Deutsches Kreuz in Gold am 16. Juni 1944[7]
- Ritterkreuz des Eisernen Kreuzes am 27. Dezember 1944[7]